# Okileucauge hainan
Okileucauge hainan là một loài nhện trong họ Tetragnathidae.
Loài này thuộc chi Okileucauge. Okileucauge hainan được miêu tả năm 2003 bởi Zhu, Song & Zhang.